# Idioma maligo
Maligo es una lengua hablada en el suroeste de África (Angola), perteneciente a la familia de Lenguas joisanas; es parte del grupo lingüístico Juu (rama norte de las lenguas khoisan).
Maligo es hablado por aproximadamente 2.000 personas (año 2000) asentadas principalmente en la zona norte de Namibia (en la región del llamado Franja de Caprivi).
Maligo es una lengua tonal, caracterizada (como todas las Lenguas joisanas) por la presencia de numerosos clics (producidas al chasquear la lengua contra el paladar o contra los dientes).